# Joševa (Loznica)
Pour les articles homonymes, voir Joševa.
Joševa (en serbe cyrillique : Јошева) est une localité de Serbie située sur le territoire de la Ville de Loznica, district de Mačva. Au recensement de 2011, elle comptait 1 030 habitants.
Joševa est officiellement classée parmi les villages de Serbie.

## Démographie
| 1948  | 1953  | 1961  | 1971  | 1981  | 1991  | 2002  | 2011  |
| ----- | ----- | ----- | ----- | ----- | ----- | ----- | ----- |
| 1 245 | 1 329 | 1 346 | 1 190 | 1 228 | 1 207 | 1 123 | 1 030 |

|  |

## Loisirs
Une discothèque d'une superficie de 900 m2 doit officiellement ouvrir le 31 décembre 2011[réf. nécessaire]. Il y a aussi un Luna Park qui s'établit dans le village chaque année au mois d'août pendant une semaine[réf. nécessaire].